# Campagne présidentielle de Joe Biden en 2020
Pour des articles plus généraux, voir Joe Biden et Primaires présidentielles du Parti démocrate américain de 2020.

Le logo officiel de la campagne de Joe Biden en 2020.

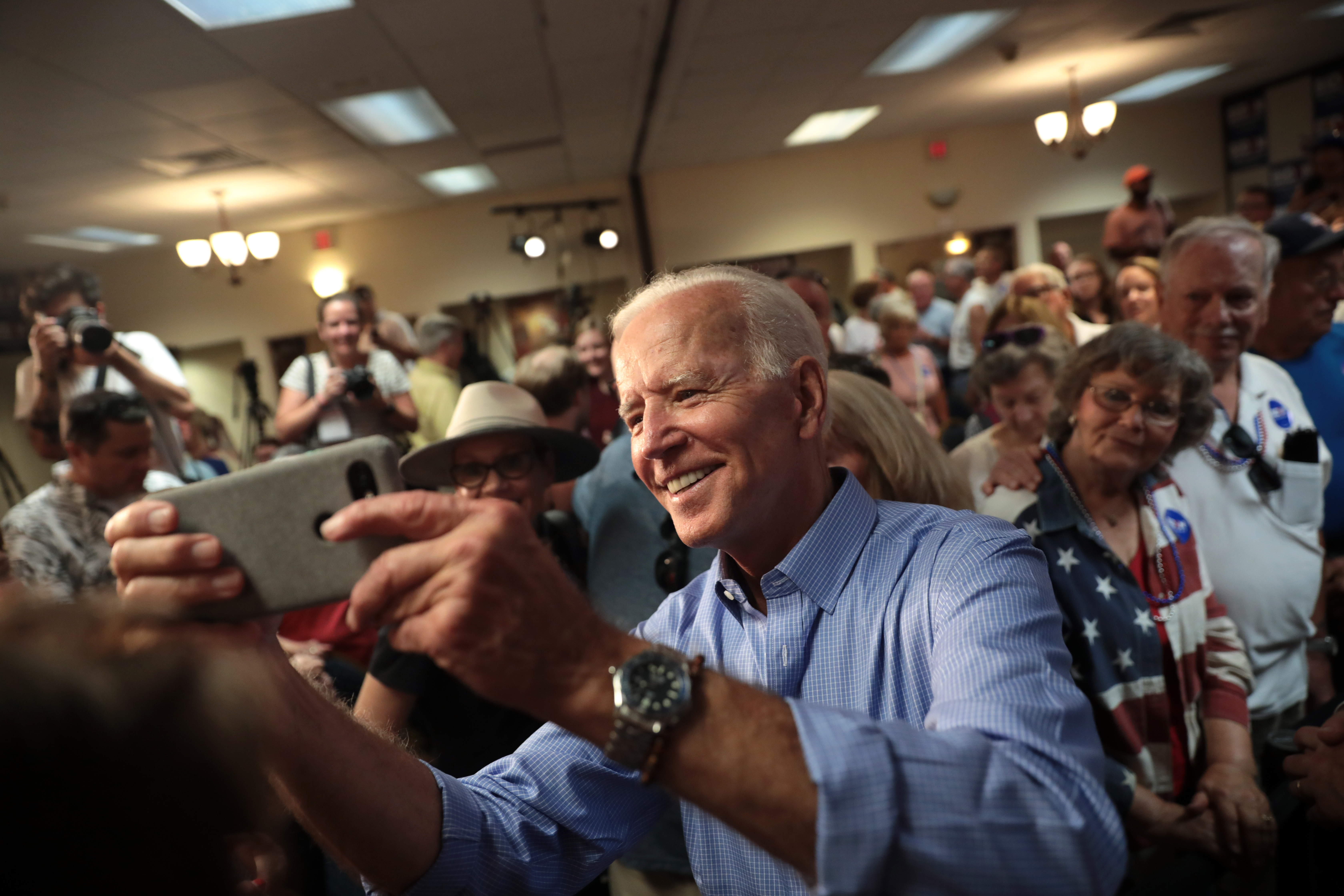
Biden en campagne à Marshalltown (Iowa).

Le 25 avril 2019, Joe Biden annonce sa candidature à l'élection présidentielle américaine de 2020. Ancien vice-président des États-Unis et ex-sénateur démocrate du Delaware, Biden a été fortement pressenti pour être candidat, après avoir décliné sa candidature à l'élection présidentielle de 2016.

## Déroulement
La campagne de 2020 est la troisième campagne présidentielle de Joe Biden, après celles de 1988 et de 2008.
Le vice-président Biden a été vu comme un successeur potentiel à Barack Obama pour l'élection de 2016. Cependant, après la mort de son fils Beau en 2015, il a refusé de postuler aux primaires démocrates de 2016,.
Dès 2017, les spéculations sur sa possible candidature aux primaires démocrates pour l’élection présidentielle de 2020 se multiplient, notamment après la publication de ses mémoires,. Perçu comme le grand favori de la course s'il choisit de se présenter, il annonce officiellement sa candidature aux primaires dans une vidéo publiée sur le web le 25 avril 2019,.
Si les médias mettent en avant son expérience et sa modération, il connaît un début de campagne difficile. Avant même son entrée en lice, il est accusé d’attouchements par plusieurs femmes, dont une élue démocrate. Il répond que « les normes sociales ont commencé à changer » et qu’il sera à l’avenir « plus attentif au respect de l’espace personnel ».

### Primaires démocrates
Son positionnement politique plus centriste que ceux de ses adversaires, sa richesse personnelle et ses prises de position passées (opposition au busing et au mariage homosexuel, soutien à l’amendement Hyde, vote pour l'annulation du Glass-Steagall Act, vote en faveur du Violent Crime Control and Law Enforcement Act, vote pour la guerre d'Irak) lui attirent de vives critiques,,.
En mars 2019, il présente une nouvelle fois ses excuses pour son comportement controversé durant l'audition d'Anita Hill en 1991, quand celle-ci témoigna contre un juge de la Cour suprême qu'elle accusait de harcèlement sexuel. L’âge de Joe Biden est également fréquemment vu comme un obstacle face à la jeunesse de plusieurs autres candidats,.
Dans ces conditions, les intentions de vote en sa faveur diminuent sensiblement, au profit notamment d'Elizabeth Warren, dont le positionnement plus à gauche semble séduire davantage l'aile progressiste du camp démocrate.
En septembre 2019, la révélation d'une conversation téléphonique entre Donald Trump et le président ukrainien, Volodymyr Zelensky, au cours de laquelle le premier aurait demandé l’ouverture d'une enquête contre Hunter Biden, conduit au déclenchement d'une procédure d'impeachment contre le président américain. En octobre 2019, lors d'un débat télévisé, Joe Biden se défend de toute irrégularité dans l'affaire ukrainienne et accuse Donald Trump d'être le « président le plus corrompu de l'histoire moderne ».
Malgré des performances souvent jugées décevantes lors des débats télévisés entre les principaux prétendants à l'investiture démocrate,, marqués par de franches oppositions entre progressistes et modérés, Joe Biden reste en tête des intentions de vote dans les enquêtes d'opinion réalisées à l'échelle nationale. Cependant, elles chutent dans les deux premiers États à organiser leur scrutin, l'Iowa et le New Hampshire.

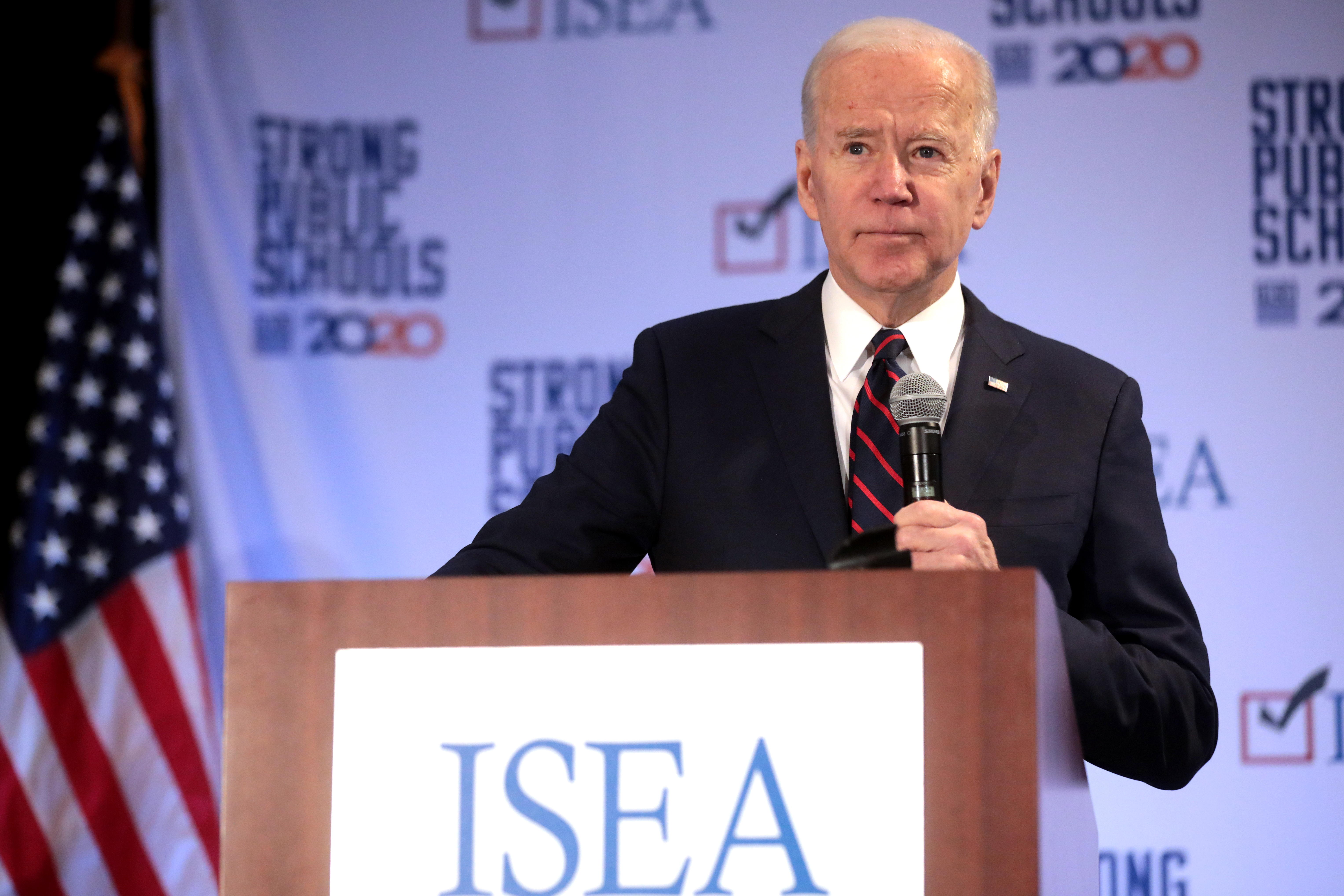
Joe Biden à Des Moines (Iowa) en janvier 2020.

En novembre et en décembre 2019, en seulement huit jours, il visite 18 comtés composant l'Iowa afin d'y renforcer sa popularité face à la percée de Pete Buttigieg. À cette occasion, il est moqué pour son slogan de campagne, « Pas de fadaises ! », jugé dépassé,. Le 5 décembre, lors d'une réunion publique en Iowa, il s'emporte contre un électeur qui l’accuse d’être trop vieux pour devenir président et d’avoir favorisé l’accès en Ukraine de son fils, Hunter Biden, lorsqu’il était vice-président,. Le 30 décembre, lors d'un déplacement à Exter (New Hampshire), il annonce ne pas exclure de choisir un colistier issu du Parti républicain comme candidat à la vice-présidence s'il remporte les primaires démocrates, bien qu'il précise à ce sujet : « Je n'en vois pas un seul pour le moment ». Avant le début officiel des primaires, il reçoit le soutien de plus de mille mandataires publics, y compris celui d’anciens responsables nationaux démocrates comme John Kerry. En janvier 2020, il déclare que s’il est élu Président, il proposera la nomination de Barack Obama à la Cour suprême. Il est cependant vivement critiqué par Alexandria Ocasio-Cortez, perçue comme une figure progressiste de l’aile gauche du Parti démocrate, qui déclare que dans un autre pays elle ne serait probablement pas membre du même parti politique que Joe Biden.
Lors du caucus de l’Iowa, qui se tient le 3 février 2020, il arrive en quatrième position derrière Pete Buttigieg, Bernie Sanders et Elizabeth Warren, recueillant 16 % des délégués d’État. Ce résultat, qu'il juge lui-même décevant, fragilise son statut de favori,. Il déclare quelques jours plus tard lors d'un débat entre les prétendants démocrates organisé au New Hampshire, le deuxième État à voter dans le cadre des primaires : « J'ai pris un coup en Iowa et je vais probablement en prendre un ici ». Il recueille effectivement 8 % des voix lors de la primaire du New Hampshire et termine en cinquième position. Il décroche cependant la deuxième place, derrière Bernie Sanders, lors du caucus du Nevada du 22 février.
Notamment grâce à une bonne performance lors d'un débat télévisé entre les prétendants démocrates et au soutien de l’influent député Jim Clyburn, il remporte le 29 février la primaire de Caroline du Sud avec 48 % des voix contre seulement 20 % pour Bernie Sanders. Cette victoire écrasante dans un État où les électeurs démocrates sont majoritairement afro-américains démontre que les chances de l'ancien vice-président pour obtenir l'investiture de son parti restent importantes malgré des résultats décevants lors des premiers scrutins. Quelques jours après la primaire de Caroline du Sud, il reçoit le soutien des anciens candidats démocrates Pete Buttigieg, Amy Klobuchar et Beto O'Rourke.
Le rebond de Joe Biden se confirme le 3 mars, lors du Super Tuesday, où il déjoue la plupart des pronostics et remporte 10 États (Alabama, Arkansas, Caroline du Nord, Maine, Massachusetts, Minnesota, Oklahoma, Tennessee, Texas, Virginie). Ces performances contribuent à raviver sa campagne et le positionnent au coude-à-coude avec Bernie Sanders pour décrocher l'investiture démocrate. Le 5 mars, Michael Bloomberg, qui partage le positionnement modéré de Joe Biden, se retire de la course et lui apporte son soutien. Au cours des semaines suivantes, il renforce son avance et reprend son statut de favori en remportant successivement l'Arizona, la Floride, l'Idaho, l'Illinois, le Michigan, le Mississippi, le Missouri et l'État de Washington. La pandémie de Co-vid 19 qui frappe durement les États-Unis se développant au cours du mois de mars limite les événements publics et interrompt la campagne.
Le 8 avril 2020, Bernie Sanders annonce son retrait de la course et apporte officiellement son soutien à Joe Biden cinq jours plus tard, qui devient le seul candidat démocrate en lice pour affronter Donald Trump lors de l’élection générale.

### Élection générale
Joe Biden déclare le 15 mars 2020, lors d'un débat à huis clos, qu'il choisira une femme comme candidate à la vice-présidence s'il gagne les primaires.
Il reçoit le soutien de Barack Obama et d'Hillary Clinton les 14 et 28 avril 2020,.
Le 15 avril, il est à nouveau accusé de harcèlement sexuel par l'une de ses anciennes assistantes qui a travaillé pour lui au Sénat entre 1992 et 1993 ; l'équipe de campagne de Joe Biden dément les accusations. Pour sa défense, le candidat démocrate rappelle qu'il est à l'origine d'une loi de 1994 pour lutter contre les violences faites aux femmes. Le 8 mai, celle qui l'accuse d'avoir abusé d'elle demande son retrait de la course présidentielle. À cette occasion, le Parti républicain rappelle qu'en 2018 Joe Biden avait soutenu Christine Blasey Ford, qui avait accusé d'agression sexuelle Brett Kavanaugh, candidat de Donald Trump à la Cour suprême, déclarant notamment que lorsqu'une femme témoigne publiquement « sous les feux de la rampe, au niveau national, on doit partir du principe que ce qu'elle dit est la réalité ».
Joe Biden est élu 46e président des États-Unis face à Donald Trump.

## Financement
Le 26 avril 2019, le groupe de campagne de Biden annonce avoir rassemblé 6,3 millions de dollars dans les 24 premières heures, soit plus que n'importe quel autre candidat démocrate à ce stade. Les financements proviennent de 128 000 donateurs différents, soit plus que Beto O'Rourke mais 40 % de moins que Bernie Sanders (223 000 donateurs dans les 24 premières heures).
Il récolte près de 47 millions de dollars au cours du mois de mars 2020.

## Stratégie
Selon Natasha Korecki (en) et Marc Caputo de Politico, la campagne de Biden est fondée sur la conviction que l'électorat démocrate n'est pas aussi jeune et autant à gauche qu'il le paraît. Plusieurs conseillers de Biden, dont la théorie serait basée sur des résultats de sondages et des tendances de vote, affirment que les médias donnent une image hyper-progressiste de l'électorat démocrate, loin du profil du sympathisant démocrate moyen.
Du 25 avril au 25 mai 2019, le groupe de campagne de Biden consacre 83 % de son 1,2 million de dollars de dépenses publicitaires Facebook au ciblage des plus de 45 ans. Aucun autre candidat majeur du Parti démocrate à l'élection de 2020 n'a adopté de stratégie similaire.

## Équipe de campagne
- Karine Jean-Pierre est conseillère principale de la campagne présidentielle de Joe Biden.

En août 2020, il est annoncé que Karine Jean-Pierre occuperait le poste de cheffe de cabinet de la colistière de Joe Biden, Kamala Harris.
- Steven J. Ricchetti organisé le financement de cette campagne, notamment en levant des fonds auprès de financiers de Wall Street[54].

## Positions politiques
Bien que généralement qualifié de modéré, Biden se décrit comme le candidat au passé le plus progressiste.
Le 29 avril 2019, Biden se déclare favorable à la création d'une « option publique » de l’Obamacare, financée par l’État fédéral et permettant aux Américains qui le souhaitent la possibilité d’y souscrire. Il se prononce également pour l'interdiction des clauses de non-concurrence proposées aux travailleurs pauvres dans les contrats d'assurance.
Le 21 mai 2019, une assistante de campagne de Biden affirme à l'Associated Press que le candidat soutiendrait toute décision fédérale visant à transformer l'arrêt Roe v. Wade en loi.
Le 1er juin 2019, lors d'une allocution donnée au gala annuel de la Human Rights Campaign dans l'Ohio, Biden déclare que sa priorité législative est d'adopter l'Equality Act (en). Il critique le président Donald Trump pour la directive (en) interdisant aux personnes trans de servir dans l'Armée américaine.
Trois jours plus tard, Biden publie un plan pour le climat de 1 700 milliards de dollars fondé sur l'idée du Green New Deal,.
Le 5 juin, il annonce sur NBC News qu'il soutient toujours l'amendement Hyde, qui interdit au gouvernement fédéral de financer des interruptions de grossesse sauf en cas de danger de la mère. Il est alors le seul candidat démocrate à tenir cette position. Cependant, son groupe de campagne affirme sur NBC que Biden souhaite l'abrogation de l'amendement Hyde si les garanties de l'accès à l'avortement sont menacées. Mais le 6 juin, devant une assemblée afro-américaine du Comité national démocrate, Biden déclare vouloir abroger l'amendement Hyde, en raison des dernières lois anti-avortement adoptées par des États républicains, qu'il qualifie d'« extrêmes »,.
Le 11 juin 2019, Biden déclare que s'il est élu président, son administration trouvera un remède contre le cancer.
En août 2019, après les fusillades d'El Paso et Dayton, Biden souhaite rétablir l'interdiction des fusils d'assaut sur le territoire américain.